# Team B.A.D.
Il Team BAD (Beautiful and Dangerous) è stata una stable di wrestling attiva in WWE tra il 2015 e il 2016, formata da Naomi, Sasha Banks e Tamina.
Il gruppo ha debuttato ufficialmente a Raw il 13 luglio 2015, come parte della cosiddetta Divas Revolution, e si è sciolto il 1º febbraio 2016.

## Storia
Nel maggio 2015 Naomi ha stretto un'alleanza con Tamina dopo essere state in inferiorità numerica contro le Bella Twins in diverse occasioni. Naomi e Tamina hanno sconfitto le Bella Twins a Payback. Nella puntata di Raw del 13 luglio, dopo essere state per settimane in inferiorità numerica contro le Bella Twins e la loro alleata Alicia Fox, Stephanie McMahon ha affermato di voler "rivoluzionare la divisione della Divas" introducendo la debuttante Sasha Banks (detentrice dell'NXT Women's Championship, che si è alleata a Naomi e Tamina dopo che le altre debuttanti Charlotte e Becky Lynch si erano alleate con Paige; i tre gruppi hanno avuto una rissa che ha visto prevalere le tre debuttanti donne provenienti da NXT. La Banks ha rappresentato il Team B.A.D. il 19 luglio a Battleground, ma non è riuscita a vincere contro Brie Bella (Team Bella) e Charlotte (Team PCB) il triple threat match vinto da quest'ultima. Naomi e Banks hanno ottenuto la loro prima vittoria la notte seguente a Raw quando hanno sconfitto Paige e Becky Lynch. I tre gruppi si sono affrontati a SummerSlam in un three team elimination match: il Team B.A.D. è stato il primo eliminato, quando Brie Bella ha schienato Tamina e il Team PCB ha infine ottenuto la vittoria.
Dopo aver sconfitto per sottomissione Nikki Bella, allora detentrice del Divas Championship, in un match non titolato nella puntata di Raw del 17 agosto, la Banks ha lottato nel primo Divas Beat the Clock challenge di sempre per determinare la prima sfidante al Divas Championship nella puntata di Raw del 31 agosto, ma il suo match con Paige si è concluso in un nulla di fatto a causa dello scadere del tempo. Successivamente la Banks ha iniziato una breve faida con Paige, che ha sconfitto nella puntata di Raw 7 settembre e in quella del 14 settembre, mentre la rivincita svoltasi nella puntata di SmackDown del 10 settembre era terminata in no contest.
Anche se nel mese di novembre ha perso un fatal four-way match che avrebbe determinato la nuova sfidante per il Divas Championship detenuto da Charlotte, la Banks non è mai stata schienata o sottomessa in un match sin da quando è approdata nel roster principale della WWE e ha continuato a ottenere vittorie contro Brie Bella, Alicia Fox e Becky Lynch, che ha nuovamente sconfitto il 13 dicembre con l'aiuto di Naomi e Tamina nel kickoff show di TLC. e nella puntata di Raw del 28 dicembre.
La Banks ha annunciato di voler lottare nella competizione singola, lasciando quindi il gruppo nella puntata di Raw del 1º febbraio; Naomi e Tamina hanno affermato di non provare rancore e rispettare la sua scelta, salvo poi attaccarla durante il match contro Becky Lynch.

## Nel wrestling

### Mosse finali
- Naomi
  - Rear View (Jumping hip attack)
- Sasha Banks
  - Banks Statement (Bridging crossface)
- Tamina Snuka
  - Superfly Splash (Diving splash)

### Musiche d'ingresso
- Amazing dei CFO$ (2015–2016)
- Unity dei CFO$ e J-Frost[23] (2016)

## Titoli e riconoscimenti
- Wrestling Observer Newsletter
  - Worst Feud of the Year (2015)[24] – Team BAD vs. Team Bella vs. Team PCB